# Bataille d'Entrammes
Guerre de Vendée
La bataille d'Entrammes se déroule le 26 octobre 1793 lors de la guerre de Vendée. Venues de Château-Gontier, les forces républicaines de l'Armée de l'Ouest attaquent les Vendéens de l'Armée catholique et royale, renforcés par des chouans, qui se sont emparés de Laval le 22 octobre. La rencontre a lieu près d'Entrammes et se termine par une déroute complète des forces républicaines qui sont poursuivis jusqu'à Château-Gontier.

## Prélude
Le 25 octobre, l'avant-garde de l'armée républicaine commandée par François-Joseph Westermann et Michel de Beaupuy est mise en déroute à la bataille de Croix-Bataille et se replie sur Château-Gontier. Le lendemain, le gros de l'armée républicaine, mené par Jean-Baptiste Kléber, arrive dans cette même ville. Celui-ci apprend avec colère l'attaque et la déroute de Westermann. L'armée étant épuisée par plusieurs jours de marche, il décide de donner un ou deux jours de repos à ses troupes avant de lancer l'offensive contre les Vendéens à Laval. Mais Westermann, toujours impatient, réussit à convaincre le général en chef Jean Léchelle d'attaquer immédiatement la ville en passant par les collines d'Entrammes.

## La bataille
Le 26 octobre, les Républicains passent à l'attaque. Westermann et Danican, envoyés avec une avant-garde avec 300 cavaliers, commencent par prendre le contrôle du pont sur la Jouanne près d'Entrammes.
Prévenu, Henri de La Rochejaquelein rassemble toute son armée et se porte au nord d'Entrammes. Alors que les Vendéens commencent à déployer leurs troupes, Westermann reçoit l'ordre d'évacuer sa position et abandonne le pont.
Léchelle a imposé son plan aux généraux : attaquer en colonne « majestueusement et en masse ». Les officiers de Léchelle sont conscients de l'absurdité de cette tactique, mais ils se retrouvent contraints d'obéir. Sur ordre du général en chef, les Mayençais de Beaupuy, suivis de ceux de Kléber, mènent l'attaque en colonne.
Du côté des Vendéens, La Rochejaquelein, sur les conseils de Lescure blessé, dispose ses hommes en demi-cercle, avec Jean-Nicolas Stofflet au centre, Talmont, Royrand et d'Autichamp à droite et les chouans, menés notamment par Jean Cottereau à gauche. Lorsque les républicains paraissent, l'artillerie de Marigny ouvre le feu sur la colonne de Beaupuy. L'avant-garde de celui-ci est décimée par la mitraille. Les Vendéens chargent et Beaupuy, sur le point d'être enveloppé doit ordonner la retraite. Sa colonne se replie en bon ordre jusqu'à la Jouanne où il est grièvement blessé. Dans un premier temps le renfort de Kléber permet aux républicains de tenir solidement leurs positions. Mais Henri de La Rochejaquelein lance plusieurs attaques simultanées qui lui permettent de franchir la rivière sur plusieurs points. La panique commence alors à se répandre dans les rangs républicains. Kléber et Marceau parviennent difficilement à rallier quelques troupes, qui sont rapidement enfoncées et se replient en désordre vers le pont sur l'Ouette. Le relief de la vallée leur offre cependant un terrain favorable qui leur permet de résister encore un moment avant d'être pris à revers. Pendant ce temps, les colonnes commandées par Chalbos et Muller arrivent à leur tour, mais emportées par le mouvement de panique, elles s'enfuient sans combattre vers Château-Gontier. Léchelle lui-même, resté à l'arrière, donne l'ordre de la retraite puis prend la fuite. La déroute devient générale et toute l'armée se réfugie à Château-Gontier, poursuivie par les Vendéens qui taillent en pièces les fuyards.
Arrivés à Château-Gontier, les Vendéens attaquent aussitôt la ville, sans laisser aux républicains le temps de se réorganiser. Resté en réserve, le général Louis Blosse engage sa division. Mais il est tué sur le pont à l'entrée de la ville et ses troupes sont repoussées. Menés par La Rochejaquelein, les Vendéens prennent d'assaut Château-Gontier. Les républicains abandonnent la ville à la tombée de la nuit. N'étant plus poursuivis par les Vendéens, ils bivouaquent en pleine campagne et puis regagnent Le Lion-d'Angers le lendemain.
Pour les Vendéens, la victoire est complète, La Rochejaquelein songe alors profiter de l'occasion pour retourner en Vendée, mais les femmes et les enfants, ainsi qu'une partie de l'armée étant restés à Laval, il fait demi-tour.

## Pertes et conséquences

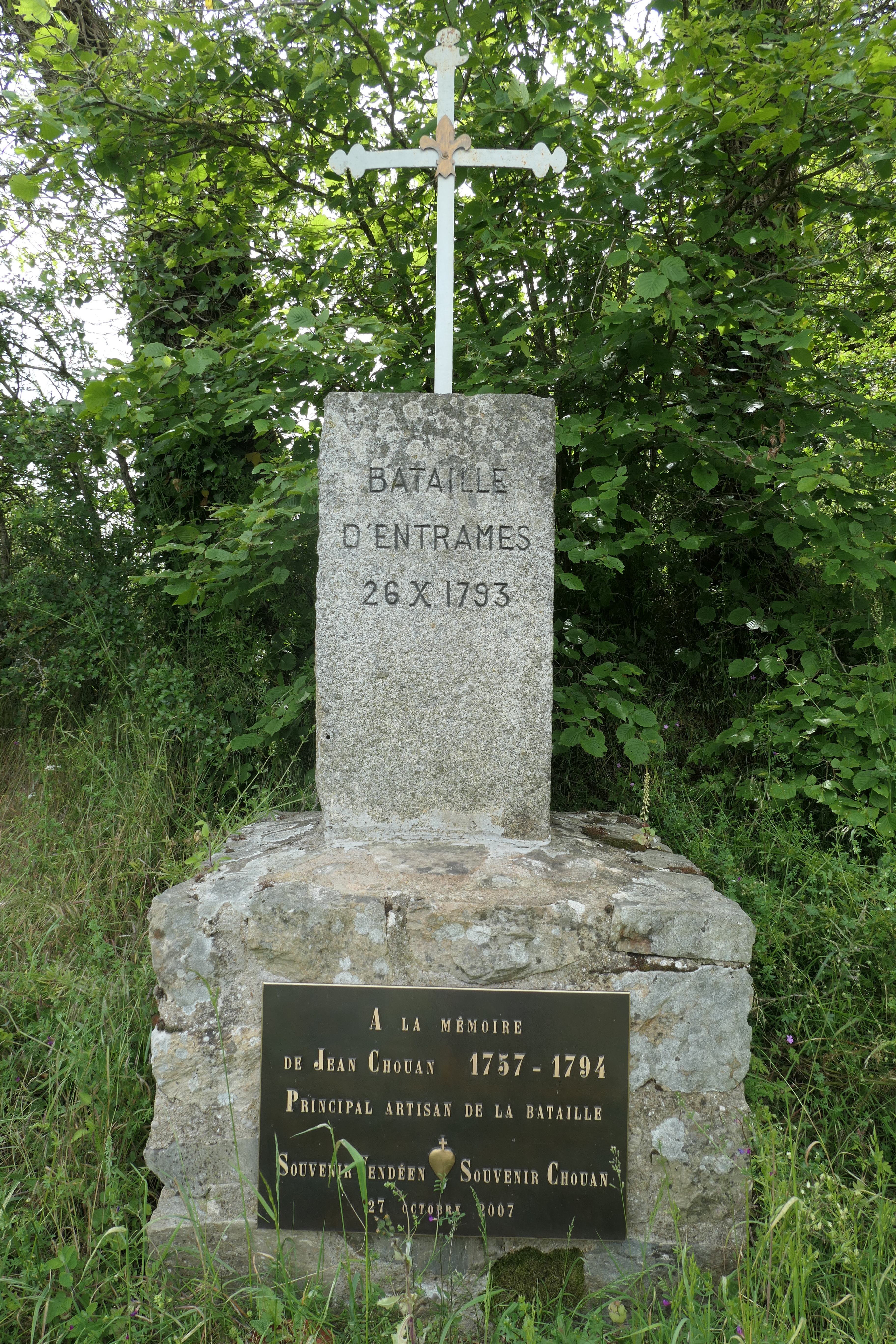
Croix érigée sur le site de la bataille.

Les pertes des républicains sont très lourdes : sur 20 000 soldats engagés, 4 000 ont été tués ou blessés,. La totalité de l'artillerie et du matériel a été perdue et beaucoup de soldats ont abandonné leur armement pour fuir plus vite. Du côté de l'Armée catholique et royale, selon l'officier Bertrand Poirier de Beauvais, les pertes des Vendéens sont de 400 morts et de 1 200 blessés. Mais la déroute complète de l'armée de la république leur procure un répit d'un mois. Ils vont pouvoir mettre le siège devant Granville sans être menacés sur leurs arrières.
L'armée républicaine n'est alors plus en état de lancer une nouvelle offensive. La colère des soldats et même des généraux se tourne contre Léchelle, considéré comme le responsable du désastre. Craignant de servir de bouc émissaire, Kléber écrit une lettre au Comité de salut public où il dénonce l'incompétence de son supérieur et inversement loue les qualités militaires de La Rochejaquelein. Pourtant lui-même avait sa part de responsabilités : il n'exécuta les ordres de Léchelle qu'avec mauvaise volonté et retard. Pour rattraper le temps perdu, ses hommes durent couvrir 9 kilomètres en 2 heures et se lancer immédiatement dans la bataille. Et c'est une de ses manœuvres vers le pont sur l'Ouette qui est en partie à l'origine de la panique.
Peu de temps après la bataille, Léchelle passe en revue ce qui reste de ses troupes. Ayant accusé ses soldats de lâcheté, il est conspué par ses troupes aux cris de « À bas Léchelle. Vive Kléber ». Les soldats réclament également le retour des généraux Canclaux et Aubert du Bayet.
Après cet incident, il est évident aux yeux des représentants en mission que Léchelle ne peut plus diriger l'armée. Malgré les protestations de Jean-Baptiste Carrier et des Sans-culottes, il est destitué, arrêté sur ordre du représentant Antoine Merlin de Thionville et envoyé à Nantes où il meurt le 11 novembre dans des conditions obscures.